# Live Session (Luca Carboni)
Live Session è il primo EP del cantante italiano Luca Carboni pubblicato il 27 marzo 2014 dalla Sony Music.

## Descrizione
L'EP contiene 6 brani in versione live unplugged, registrati il 20 marzo 2014 presso il punto vendita Amazon di Milano.

## Tracce
Testi e musiche di Luca Carboni, eccetto dove indicato.
1. Mi ami davvero (Live) – 4:13
2. Silvia lo sai (Live) – 5:06
3. Farfallina (Live) – 4:42
4. Fare le valigie (Live) – 4:08
5. Vieni a vivere con me (Live) – 3:44 (musica: Nicola Lenzi)
6. Mare mare (Live) – 4:48 (musica: Luca Carboni, Mauro Malavasi)

## Formazione
- Luca Carboni – voce
- Vincenzo Pastano – chitarra
- Ignazio Orlando – basso
- Antonello Giorgi – batteria